# Central Tejo (fonctionnement)
Le fonctionnement de base d’une centrale thermoélectrique est relativement simple: tout d’abord il faut faire brûler du combustible afin de créer de la chaleur, qui à son tour va chauffer l’eau et la transformer en vapeur. Et, finalement, cette vapeur va faire tourner la turbine en mettant en marche la machine génératrice d’énergie électrique.

Cependant, quelques aspects impliqués dans la production d’énergie électrique dans l’ancienne « Central Tejo » n’étaient pas aussi simples; entre autres, un grand et complexe circuit interne d’eau et d’air et le traitement de combustibles fossiles (qui, dans le cas de l’ancienne centrale étaient essentiellement du charbon), nécessaires pour le bon fonctionnement de la « Central Tejo », rendaient la production beaucoup plus compliquée.

## Charbon
Les bateaux, chargés de charbon majoritairement d’origine britannique, arrivaient par le Tage et accostaient près de la « Central Tejo »; ensuite, les travailleurs déchargeaient le charbon, en passant par d’étroites planches en bois, qui servaient de passage entre le bateau et le quais, et le plaçaient en piles dans la place du charbon. C’était ici que tout le processus de production d’électricité dans la « Central Tejo » commençait.
Le transport du charbon vers le circuit d’alimentation des chaudières était réalisé par des wagonnets, conduits manuellement dès les piles de charbon jusqu’au tamis et au broyeur. Le charbon était ensuite mis dans des portiques de levage, qui l’emmenaient aux silos mélangeurs, qui stockaient plusieurs types de charbon, afin d’obtenir un mélange équilibré et une bonne combustion dans la chaudière.
Une fois mélangés, les charbons étaient à nouveau emmenés par des portiques de levage jusqu’au tapis de distribution du charbon, situé au sommet du bâtiment des chaudières. C’était à partir de là que le charbon tombait dans les chargeurs et était conduit, dans les conduites de chute, jusqu’au grille mécanique dans les chaudières. Ici, il était brûlé progressivement, produisant une température ambiante (à l’intérieur de la chaudière) d’environ 1 200 °C.

## Circuits de la chaudière
La chaudière comprend essentiellement 3 circuits: eau/vapeur, air/fumée et cendres. Les fonctions de chacun étaient toutes indispensables et interdépendantes. Le circuit de l’eau/vapeur était chargé de transformer l’eau liquide en vapeur; le circuit de l’air/fumée était de grande importance, vu que son profit se révélait directement dans la rentabilité de la chaudière; et, enfin, le circuit des cendres, dans lequel était recueillis le charbon à brûler et les cendres qui résultaient de la combustion dans la chaudière.

L’eau nécessaire à la production de vapeur était traitée et circulait dans un circuit fermé. Elle entrait dans la chaudière par l’économiseur placé dans la partie postérieure, pour ensuite passer par le barillet situé au-dessus de la chaudière. Celui-ci servait de réservoir d’eau et vapeur, en faisant la liaison entre les deux circuits. À partir du barillet, l’eau descendait par les murs en Bailey - murs en de la partie interne des fours de la chaudière, conçus pour maintenir la chaleur à l’intérieur et construits en fer fondu avec de nombreux tubes verticaux, à travers lesquels circulait l’eau pendant sa vaporisation. Ce mélange d’eau et de vapeur était alors réacheminé vers le barillet, et la vapeur et dirigée vers le surchauffeur – ensemble de tubes aussi situés à l’intérieur des fours, qui permettaient la transformation de la vapeur humide en vapeur sèche, obtenant ainsi une forte pression (38 kg/cm3 et 450o C au moment de la haute-pression). Ainsi, toutes les conditions nécessaires pour conduire la vapeur jusqu’aux turbines dans la salle des machines étaient réunies.
Tout comme pour l’eau et la vapeur, il fallait aussi de l’air pour la combustion du charbon. La plus grande partie de ce circuit se trouvait dans la partie postérieure de la chaudière. L’air qui sortait de son sommet était recueilli par un ventilateur primaire, en profitant ainsi au maximum la chaleur ambiante, pour ensuite être envoyé vers le chauffeur, puis vers le ventilateur secondaire qui le dirigeait vers le grille mécanique pour raviver le feu. D’un autre côté, la fumée qui résultait de la combustion était aspirée par les ventilateurs d’extraction de fumées, qui l’envoyaient vers l’extérieur par les cheminées. Mais avant que la fumée ne soit libérée, sa chaleur est aussi utilisée pour raviver le feu, et elle était filtrée de manière à réduire les émissions vers l’atmosphère.
Le dernier circuit, celui des cendres, se situe sous la chaudière. Chacune a trois réservoirs, en forme de pyramide inversée, destinés à la récupération des cendres et du charbon qui n’a pas brûlé, ou du moins, pas totalement. Le réservoir qui se trouve sous les tubes de chute (celui placé au début du tapis à grilles) recueillait le charbon qui ne tombait pas sur le tapis au moment de la distribution; le réservoir du milieu recueillait le charbon à moitié brûlé, qui était tombé sur le tapis à cause des vibrations de la chaudière, et qui allait être réutilisé; le troisième, et dernier, réservoir, situé à la fin du tapis à grilles, recueillait les cendres et était constitué par un broyeur et un jet d’eau, qui servait à refroidir et assouplir les cendres. Celles-ci étaient emmenées vers l’extérieur dans des wagonnets et déposées dans un silo, appelé « skip des cendres », situé dans la place du charbon.

## Traitement de l’eau
L’eau conduite vers la chaudière était absolument pure et circulait dans un circuit fermé; au contraire de ce qui est souvent déduit a priori, la « Central Tejo » n’utilisait pas l’eau du Tage pour créer de la vapeur, mais plutôt l’eau du réseau de consommation urbaine (ce qui incluait notamment, l’eau d’un puits de la centrale elle-même). Tout d’abord, l’eau était stockée dans le château d’eau, un gigantesque réservoir placé sur le toit du bâtiment des chaudières de la haute-pression, et ensuite elle était traitée dans la salle de l’eau. Dans cette salle trois processus se réalisaient: le traitement (déjà mentionné), le préchauffage et le pompage de l’eau.
Le traitement était extrêmement important, une fois que les impuretés de l’eau et l’excès d’oxygène pouvaient, respectivement, perforer les canalisations et les turbines et oxyder les tubes. Si l’eau n’était pas traitée, des petites particules pouvaient commencer à s’incruster et à s’accumuler dans le fer et dans l’acier, ce qui dégraderait les équipements et réduirait leur rentabilité. Voilà pourquoi toute l’eau qui arrivait dans la « Central Tejo » était analysée dans un laboratoire et soumise à un traitement complet avant d’entrer dans le circuit, déjà sous la forme pure de H2O. Ce traitement comprenait: épuration, filtrage, correction chimique, etc.
Après ce traitement, l’eau devait être préchauffée avant de suivre vers les chaudières, augmentant ainsi la rentabilité thermique de la combustion. Pour réussir cette opération, il fallait utiliser la vapeur récupérée des turbines, provocant ainsi un échange thermique et obtenant une température de 130 °C. À cette température, il ne suffisait plus que placer l’eau à une certaine pression, avant son réacheminement vers les chaudières. L’ensemble des pompes de la salle de l’eau garantissait son transport, et lui donnait une pression de 52 kg/cm3; pression suffisante pour vaincre la pression opposée, existante dans les barillets des chaudières.

## Turboalternateurs
La vapeur produite dans les chaudières se dirigeait ensuite vers les ensembles turboalternateurs avec une forte pression (38 kg/cm2). Ceux-ci transformaient l’énergie thermique de la vapeur en énergie mécanique à travers la turbine, qui elle transformait l’énergie mécanique en énergie électrique à la sortie de l’alternateur (d’où le nom turboalternateur). 
La turbine comptait huit roues où étaient fixées deux aubes et sept roues avec une seule aube. La vapeur, provenant des chaudières, entrait dans la caisse de distribution de la turbine par la vanne d’admission. À partir de la caisse, qui avait une ouverture contrôlée par des vannes, la vapeur passait par les venturis et entrait dans la première roue. Celle-ci avait un module qui permettait que la turbine atteigne les 3 000 tr/min. Dans les autres roues, la pression de la vapeur diminuait progressivement jusqu’à ce qu’elle soit au même niveau de celle du condensateur. Néanmoins, la vitesse d’échange se maintenait toujours constante.
Tout cela faisait tourner les roues de la turbine qui, à travers un système d’engrenage, faisait tourner l’alternateur qui produisait l’énergie électricité. Celle-ci allait ensuite être distribuée aux consommateurs et utilisée pour l’équipement de la « Central Tejo ». L’alternateur bobiné en étoile, produisait un courant triphasé de 10 500 V, avec une fréquence de 50 hertz (Hz). Le courant d’excitation de l’alternateur était fourni par l’excitateur, un générateur de courant continûment accouplé à la base générale. Cette base, utilisant toute sa capacité, avait une tension continue de 170 volts et une intensité de 340 A.
L’énergie que chaque turboalternateur produisait était conduite jusqu’aux bus de sortie. Chaque bus, ou câble, menait au poste électrique et, à partir de là, fournissait les divers clients. Le premier bus électrique avait une puissance égale à 10 kV, installé dans la sous-distribution qui alimentait de réseau électrique de Lisbonne. Les deux autres bus de la centrale avaient, respectivement, une puissance de 3,3 kV et 30 kV; le premier, qui était aussi le plus ancien, non seulement fournissait en énergie les consommateurs mais aussi les services auxiliaires de la « Central Tejo » ; à partir du deuxième partaient deux câbles: un en direction de Marvila, continuant vers Vila Franca de Xira, et l’autre allait directement vers Santarém, pour fournir les clients industriels du Vale do Tejo en énergie.

## Condenseurs
La vapeur d'eau, après avoir réalisé sa fonction de faire tourner les roues de la turbine, est réacheminée vers les condensateurs. C’est là qu’elle était à nouveau rendue à l’état liquide, afin que l’eau soit réutilisée dans les chaudières. La vapeur entrait dans le condensateur et, en entrant en contact avec le système de tubes pleins d’eau froide à l’intérieur, retrouvait son état liquide. Cette eau de réfrigération provenait du Tage à travers trois conduites d’entrée et une quatrième de sortie. L’eau du Tage était forcée d’entrer dans ces conduites par un système de pompes. L’eau du fleuve n’entrait jamais en contact avec l’eau pure des chaudières, une fois que, comme dit précédemment, à l’intérieur des condenseurs, il existait un système de tubes dans lesquels circulait l’eau du Tage, alors que la vapeur circulait dans l’espace libre.
Grâce à cette condensation de la vapeur, l’eau réutilisée était aspirée par les pompes d'extraction et envoyée à nouveau sur les barillets des chaudières. Mais d’abord, celle-ci devait passer par les réchauffeurs d’eau, les réservoirs, pompes d’alimentation et par l’économiseur. La récupération de la vapeur condensée, destinée à une nouvelle utilisation en tant qu’eau d’alimentation de la chaudière, bouclait le cycle de l’eau/vapeur de n’importe quelle centrale thermoélectrique, et la « Central Tejo » n’était pas une exception.